# Ana Cláudia Michels

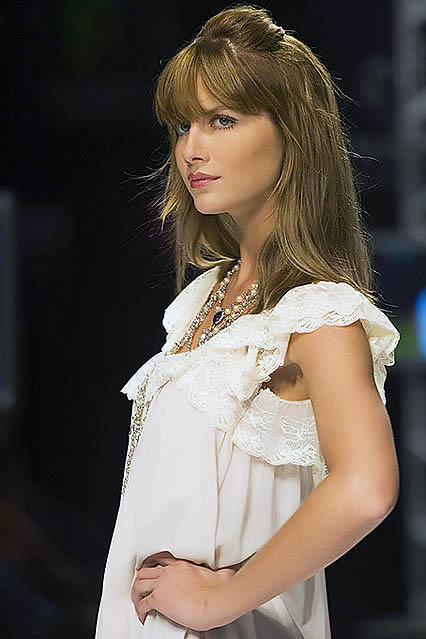
Ana Cláudia Michels (2006).

Ana Cláudia Michels, född 31 juli 1981 i Joinville, Santa Catarina, Brasilien, är en brasiliansk fotomodell och läkare.
När hon var 14 år började hon på en modellagentur. När hon var 16 år blev hon anställd av Louis Vuitton som också blev hennes stora genombrott. Sedan fick hon erbjudanden från Victoria's Secret. Efter sin debut har hon arbetat med bland annat Dolce & Gabbana, Versace, Valentino, Nina Ricci, Elizabeth Arden, Hermès, Chanel, Armani, Burberry, Givenchy, Gucci och Calvin Klein.